# 宇賀神唯
宇賀神 唯（うがじん ゆい、1987年12月18日 - ）は、フリーアナウンサー。元テレビ金沢アナウンサー。
新潟県新発田市出身。新潟大学医学部保健学科卒業。

## 略歴
- 2012年4月、NHK新潟放送局に契約キャスターとして入局。
- 2016年3月、NHK新潟放送局を退局[5]。
- 2016年4月、テレビ金沢に入社[6]。
- 2019年3月、テレビ金沢を退局。

## 人物
- 大学時代にはモデルとしても活動しており[4]、2011年度ミス日本東北地区代表にも選ばれている[7]。
- 看護師と保健師の資格を所持[2]。
- back numberがデビューする前からのファンである[2]。

## 現在の出演番組
- 夕方ワイド新潟一番[8]

- FM-NIIGATA NEWS

- 新潟一番サンデープラス とくプラコーナー[9]

## 過去の出演番組

### テレビ金沢
- 花のテレ金ちゃん（2016年6月 - 12月）MC
- となりのテレ金ちゃん（2017年1月 - 2018年3月）月・水・木曜MC
- 北國新聞ニュース
- テレビ金沢ニュース

### NHK新潟放送局時代
- 新潟ラジオセンター
- 新潟ニュース610（2012年4月 - 2013年3月、2015年3月 - 2016年3月）サブキャスター（隔週交代）
- お昼はじょんのびくらし情報便（2013年4月 - 2014年3月）

## 関連人物
- 馬場ももこ - 宇賀神と同じ新潟県出身でかつ2019年3月にテレビ金沢を退局した。